# Jelena Antonowa (pływaczka synchroniczna)
Jelena Anatoljewna Antonowa (ros. Елена Анатольевна Антонова; ur. 10 października 1974 w Moskwie) – rosyjska pływaczka synchroniczna, mistrzyni olimpijska z Sydney, mistrzyni Europy.
W 1996 wzięła udział w letnich igrzyskach olimpijskich w Atlancie, w ich trakcie pływaczka uczestniczyła w rywalizacji zespołów, razem z reprezentantkami swego kraju z wynikiem 97,26 pkt uplasowała się na 4. pozycji w tabeli wyników. W 2000 wystartowała w letnich igrzyskach olimpijskich w Sydney, w ramach których wystąpiła jedynie w rywalizacji drużyn. W tej konkurencji Rosjance udało się wywalczyć złoty medal dzięki rezultatowi 99,146 pkt.
W 1994 startowała w mistrzostwach świata, na których nie zdobyła żadnego medalu. Na mistrzostwach Europy (Wiedeń, Stambuł) wywalczyła dwa złote medale.